# Stachen
Stachen ist eine Ortschaft der Stadt Arbon im Schweizer Kanton Thurgau. Stachen bildete mit den Speiserslehn und Feilen eine Exklave der Ortsgemeinde Frasnacht, die 1998 mit der Gemeinde Arbon fusionierte.

## Geographie

Stachen im Jahr 1949, zwischen Roggwil (im Vordergrund) und Arbon am Bodensee

Stachen liegt an der Hauptstrasse Arbon–Roggwil–St. Gallen und ist heute mit den beiden Nachbarorten praktisch zusammengewachsen. Unmittelbar bei Stachen führt der Autobahnzubringer Bodensee (A1.1) vorbei. Im öffentlichen Verkehr wird Stachen von der Postautolinie 200 St. Gallen–Wittenbach–Arbon im Halbstundentakt erschlossen.

## Geschichte
→ siehe Abschnitt Geschichte im Artikel Frasnacht

## Bevölkerung
Von den insgesamt 875 Einwohnern der Ortschaft Stachen im Jahr 2018 waren 203 bzw. 23,2 % ausländische Staatsbürger. 312 (35,7 %) waren römisch-katholisch und 267 (30,5 %) evangelisch-reformiert.

## Wirtschaft
Stachen hat sich in den letzten 150 Jahren vom Bauerndorf zu einem Teil der Agglomeration Arbon entwickelt. Die 1895 in Betrieb genommene Mosterei Möhl wandelte sich vom Gasthof zu einem der bedeutendsten Apfelsaft- und Apfelweinproduzenten der Schweiz.
Der Familienbetrieb verarbeitet jährlich zwischen 25 000 und 40 000 Tonnen Mostobst.

## Bildung

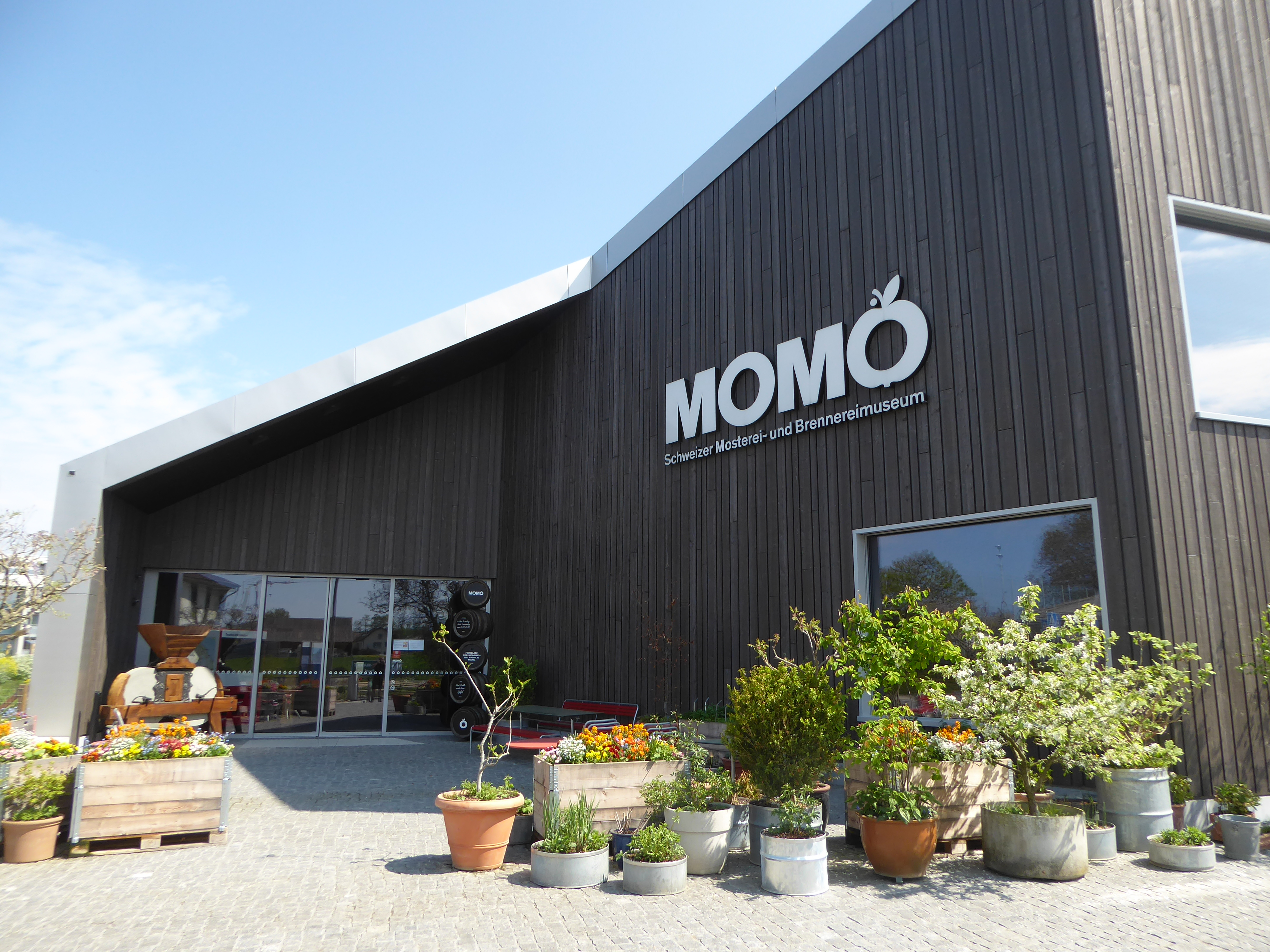
Museum of Modern Öpfel (MoMö)

In Stachen befindet sich seit über 100 Jahren eine Primarschule, wo bis 1999 ausschliesslich Unterstufenkinder unterrichtet wurden. Danach entstand aus der Schulgemeinde Speiserslehn die eigenständige Primarschulgemeinde Stachen. Sie bietet nun allen Kindern vom Kindergarten bis zur sechsten Klasse die Möglichkeit, im Ort die Schule zu besuchen.

## Sehenswürdigkeiten
In Stachen befindet sich unter der Bezeichnung «Museum of Modern Öpfel» (MoMö) das Schweizer Mosterei- und Brennereimuseum.